# Already Gone (canção de Eagles)
"Already Gone" é uma música escrita por Jack Tempchin e Robert Arnold Strandlund, gravada pela banda Eagles.
É o primeiro single do álbum On the Border.

## Paradas
Singles
| Ano  | Single         | Parada                | Posição |
| ---- | -------------- | --------------------- | ------- |
| 1974 | "Already Gone" | Billboard Pop Singles | 32      |